# Sant Llorenç de Morunys
Sant Llorenç de Morunys – gmina w Hiszpanii, w prowincji Lleida, w Katalonii, o powierzchni 4,17 km². W 2011 roku gmina liczyła 1038 mieszkańców.